# COR (Band)
COR (lateinisch ‚Herz‘) war eine deutsche Hardcore-Band von der Insel Rügen. Musikalisch kombinierte die Band Hardcore mit starken Thrash-Metal-Elementen.

## Geschichte
Die Band wurde 2002 vom ehemaligen Tonnensturz- und Troopers-Schlagzeuger Friedemann Hinz und den ehemaligen Sumatra-Mitgliedern Johannes Hinz, Christian Jungnickel und Matthias Arndt auf der Insel Rügen gegründet. Seit ihrer Gründung spielte die Band mehr als 350 Konzerte, im Rahmen einer Tournee mit Tendencia auch in Kuba. 2015 erschien der Dokumentarfilm Actitud Es Lo Que Cuenta – Cuba Cor Libre, der sich mit der Kuba-Tournee und ihren Begleitumständen beschäftigt. Inhaltlich beschäftigt sich die Band überwiegend mit Gesellschaftskritik.
Nach dem Ausstieg des Gitarristen Robert Lefold löste sich die Band 2023 auf.

## Diskografie
- 2002: Viva la homosapiens (kein Label)
- 2003: Flüstern und Schreien (kein Label)
- 2003: Respekt (Puke Music)
- 2004: Baltic Sea for Life (Split-Album mit Crushing Caspers, Puke Music)
- 2005: Freistil, Kampfstil, Lebensstil (BADDOG Records, Puke Music)
- 2006: Tsunami (Rügencore Records, Puke Music)
- 2007: Prekariat (Rügencore Records)
- 2009: Seit ich die Menschen kenne, liebe ich die Tiere! (Rügencore Records)
- 2010: Herztier (Rügencore Records)
- 2012: Snack Platt orrer stirb! (Rügencore Records)
- 2015: Lieber tot als Sklave (Rügencore Records)
- 2017: Leitkultur (Rügencore Records)
- 2020: Friedensmüde (Rügencore Records)
- 2022: Gott der Möglichkeiten (Rügencore Records)